# Албанці в Італії
Албанці в Італії (італ. Albanesi in Italia; алб. Shqiptarët në Itali) — албанські мігранти в Італії та їхні нащадки. Вони здебільшого простежують своє походження з Албанії, Греції, а віднедавна меншою мірою з Косово, Північної Македонії та інших албаномовних територій Балканського півострова. Станом на 2019 рік в Італії проживало 441 027 албанських громадян, це одна з найбільших груп албанських іммігрантів у будь-якій країні, а також друга за величиною група іммігрантів в Італії. Вони є прихильниками різних релігій, зокрема католиками, православними, протестантами, сунітами та бекташами, а також атеїстами. З 2008 по 2020 рік понад 250 000 албанців отримали італійське громадянство.
Албанці в Італії можуть включати, серед іншого, давно сформовану спільноту Арбереші в Апулії, Базилікаті, Калабрії, Сицилії та по всій Південній Італії, а також албанців, які мігрували до Італії з будь-якої території з албанським населенням на Балканах, і будь-яку особу, що походила з Республіка Албанія. Разом з албанцями в Італію прибули аромуни/волахи, яких албанці вважали «братами».
У південній Італії існує албанська громада, відома як арбереші, яка оселилася в країні, починаючи з XV та XVI сторіччя, а пізніше — під час експансії Османської імперії. Деяким вдалося втекти, і їм запропонували притулок від репресій Неаполітанське та Сицилійське королівство (обидві перебували під владою Арагону), де арбереші отримали власні села та були під захистом. За оцінками, у 1976 році нараховували чверть мільйона арберешів.

## Історія

### Середньовічний період
Італійський півострів через Адріатичне море приваблював албанців на Балканському півострові більше півтисячоліття часто через безпосередню близькість, яка також розглядалася як головні ворота до Західної Європи. Середньовічні предки арбешів були першим албанським народом, який історично мігрував до Італії як найманці на службу до Неаполітанського та Сицилійського королівств і Венеційської республіки.
У XIV—XVI століттях нашої ери групи албанців почали селитися на Апеннінському півострові. Їхня міграція була викликана жорстоким політичним і соціальним гнобленням і переслідуваннями греків після смерті Скандербега і пізніше після османського завоювання Балкан. Більшість цих середньовічних албанських мігрантів походили від албанських поселенців-тосків з Епіру, який спочатку був територією, населеною албанцями, згідно з лінгвістичними та генетичними доказами.

### Сучасний період
Як наслідок, після падіння комунізму в Албанії в 1990 році Італія була основною метою міграції для албанського народу, який покидав свою країну. Цей вихід був викликаний головним чином соціальною та економічною нестабільністю, назріваючим страхом громадянської війни та відсутністю довіри до процесу демократизації Албанії.
Приблизно через 3 тижні після повалення режиму, у березні 1991 року, приблизно 25 700 албанців перетнули протоку Отранто в Італію. Згодом, у серпні 1991 року, ще 20 000 мігрантів прибули до гавані Барі. Італійський уряд класифікував таких албанців як «нелегальних економічних мігрантів» і почав репатріювати їх після періоду ув'язнення в спеціальних таборах на півдні Італії. Спроби албанців іммігрувати морем змусили італійський уряд розгорнути значну кількість італійських солдатів уздовж узбережжя Апулії — прямо навпроти Албанії.
У комуністичний період для багатьох албанців через свою географічну близькість Італія була символом Заходу. Крім того, минулий статус Албанії як італійської колонії міг сприяти імміграційним зусиллям саме в Італію. Існує також лінгвістичний зв'язок, подібний до того, що приваблює румунів до Італії, оскільки албанська мова, хоча й не є романською, має велику кількість словника романського походження, наприклад англійської чи мальтійської. Італія відреагувала на цей міграційний тиск, запровадивши закон «Мартеллі», за яким будь-який іммігрант, який зможе довести, що він чи вона прибули в країну до кінця 1989 року, отримує дворічний дозвіл на проживання.
Сприйняття албанських іммігрантів громадянами Італії в той період було переважно негативним. Італійські медіа у 1990-х роках зіграли значну роль у знеціненні та приниженні албанських іммігрантів. Кількісний аналіз частоти вживання слів у новинних статтях на початку 1990-х років показав, що статті, у яких згадуються албанці, позитивно корелюють із появою слів, що передають негативні настрої. Тому статті, у яких згадувалися албанці, частіше містили новини про організовану злочинність та іншу діяльність із незаконним відтінком. Також були випадки, коли газети поширювали дезінформацію: наприклад, пов'язували спалахи холери в Барі з потоком біженців з Албанії.
З березня 1997 року, після спалаху албанських заворушень, Італія запровадила суворе патрулювання Адріатики, намагаючись стримати албанську імміграцію. У результаті багато албанських іммігрантів в Італії не мають легального статусу. З приблизно 150 000 албанських іммігрантів в Італії в 1998 році лише близько 82 000 були зареєстровані владою. Загалом в Італії проживає 800 тисяч албанців. Італія також докладала зусиль, щоб полегшити становище албанців в Албанії. У відповідь на албанську політичну кризу та кризу біженців у квітні 1997 року Італія спільно з ООН провела операцію «Альба». Це була військово-гуманітарна місія за участю 6000 італійців. Це було зроблено з метою доставки допомоги албанському народу.
Уряд Італії розмістив значну кількість албанців з Косова в поселеннях арберешів, особливо в Піана-дельї-Альбанезі на Сицилії.

## Демографія

### Населення

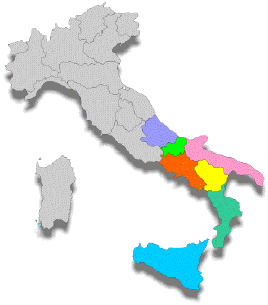
Регіони Італії з помітною концентрацією арберешів.

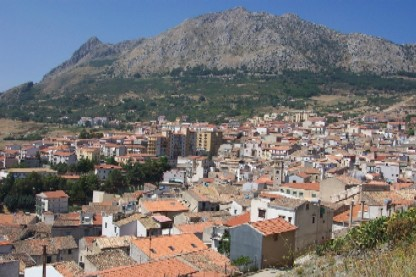
П'яна-дельї-Альбанезі — одне з поселень арберешів на Сицилії.

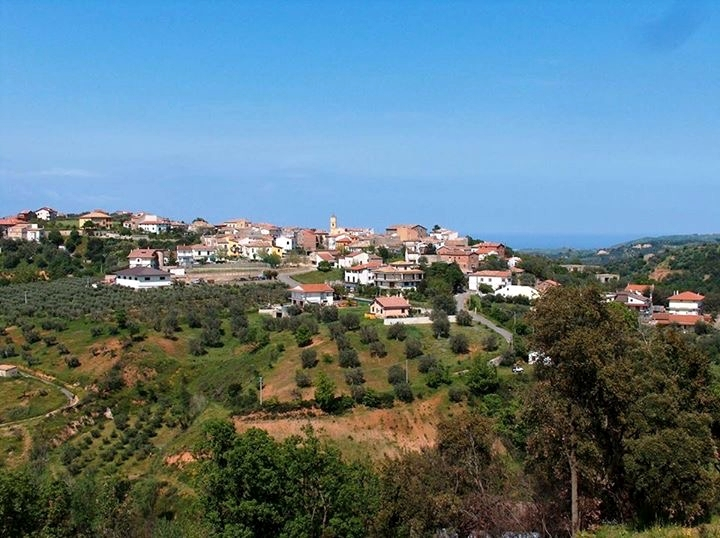
Санта-Софія д'Епіро в Калабрії.

Регіонами з найбільшою концентрацією сучасного албанського населення є Емілія-Романья, Фріулі-Венеція-Джулія, Ломбардія, Тоскана, П'ємонт і Венето, переважно на північному сході, північному заході та в центральній частині Італії. Найменше їх можна знайти в Валле-д'Аоста, Базиліката, Молізе та Сардинії. На відміну від цього, середньовічне албанське населення географічно поширене в Базилікаті, Калабрії та Сицилії переважно в південному регіоні Італії.
Албанське населення Італії, лише албанці з албанською національністю, відзначило постійне зростання в останні роки, особливо під час падіння комунізму в 1990-х роках і на початку ХХІ століття. За період з 2003 по 2009 рік він подвоївся з 216 582 до 441 396, що становить загальне збільшення на 103,8 %. За період з 2014 по 2018 рік чисельність населення скоротилася приблизно на 11 % з 482 627 до 440 465.
Це зменшення можна пояснити тим, що між 2008 і 2020 роками понад 250 000 албанців отримали італійське громадянство. Таким чином, тепер вони вважаються італійцями, а не албанцями в італійській статистиці.
Розподіл албанців (лише іноземців) в Італії станом на 2019 рік:
| Регіон                | Албанці | Косовари |
| --------------------- | ------- | -------- |
| Валле-д'Аоста         | 735     | 5        |
| Абруццо               | 11,830  | 1,612    |
| Апулія                | 22,733  | 185      |
| Базиліката            | 1,956   | 13       |
| Калабрія              | 2,940   | 62       |
| Кампанія              | 7,064   | 136      |
| Емілія-Романья        | 57,969  | 2,470    |
| Фріулі-Венеція-Джулія | 9,588   | 3,519    |
| Лаціо                 | 24,454  | 1,827    |
| Лігурія               | 21,866  | 393      |
| Ломбардія             | 92,332  | 8,400    |
| Марке                 | 15,863  | 917      |
| Молізе                | 807     | 173      |
| П'ємонт               | 40,919  | 622      |
| Сардинія              | 682     | 37       |
| Сицилія               | 9,062   | 79       |
| Тоскана               | 62,066  | 5,608    |
| Трентіно-Альто-Адідже | 11,310  | 3,273    |
| Умбрія                | 13,093  | 644      |
| Венето                | 33,758  | 10,533   |
| Італія                | 441,027 | 40,508   |

### Релігія
Албанці, а отже, й албанці Італії традиційно дотримуються різних релігійних вірувань. Традиційно вони є як християнами, так і мусульманами, католиками та православними, бекташами та сунітами, але також меншою мірою євангелістами, протестантами, юдеями чи атеїстами, мабуть, становлячи найбільш релігійно різноманітний народ Європи.
У 2011 та 2012 роках ISTAT провів опитування щодо релігійної приналежності серед іммігрантів в Італії, релігія албанців в Італії була наступною:
- Мусульмани: 41,5 %
- Християни: 38,7 %
- Нерелігійні: 17,8 %
- Інші релігії: 1,7 %

## Відомі люди

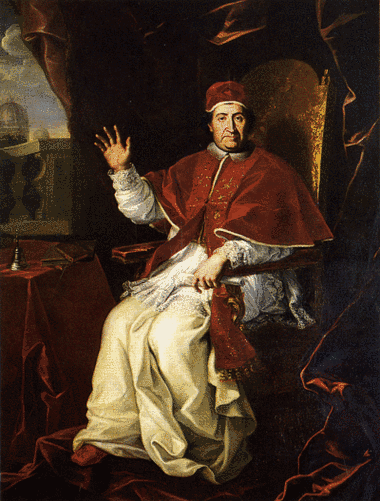
Папа Климент XI
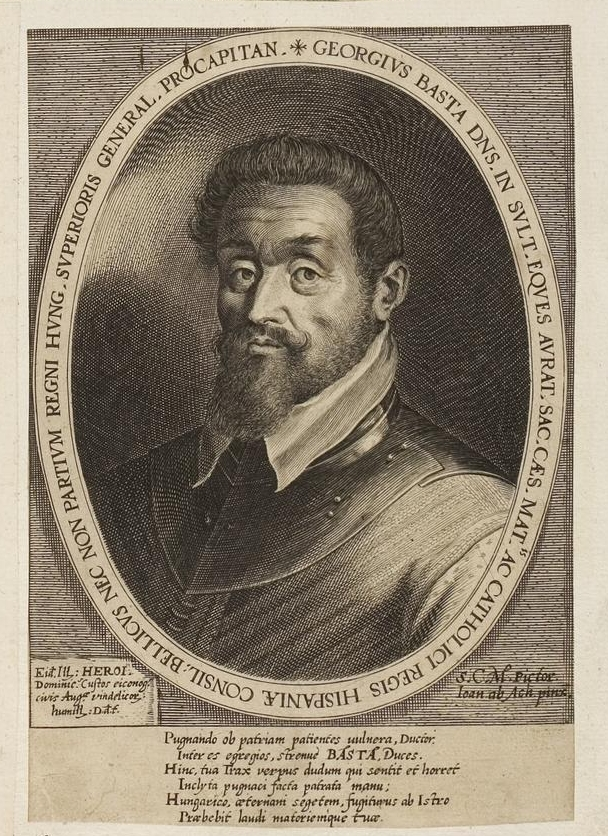
Джорджіо Баста
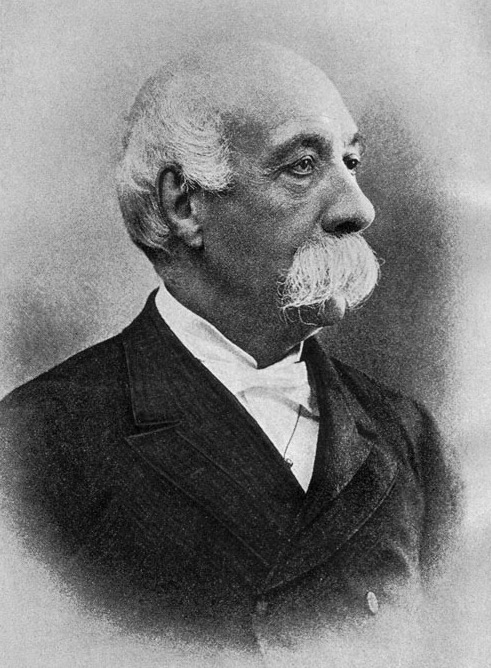
Франческо Кріспі
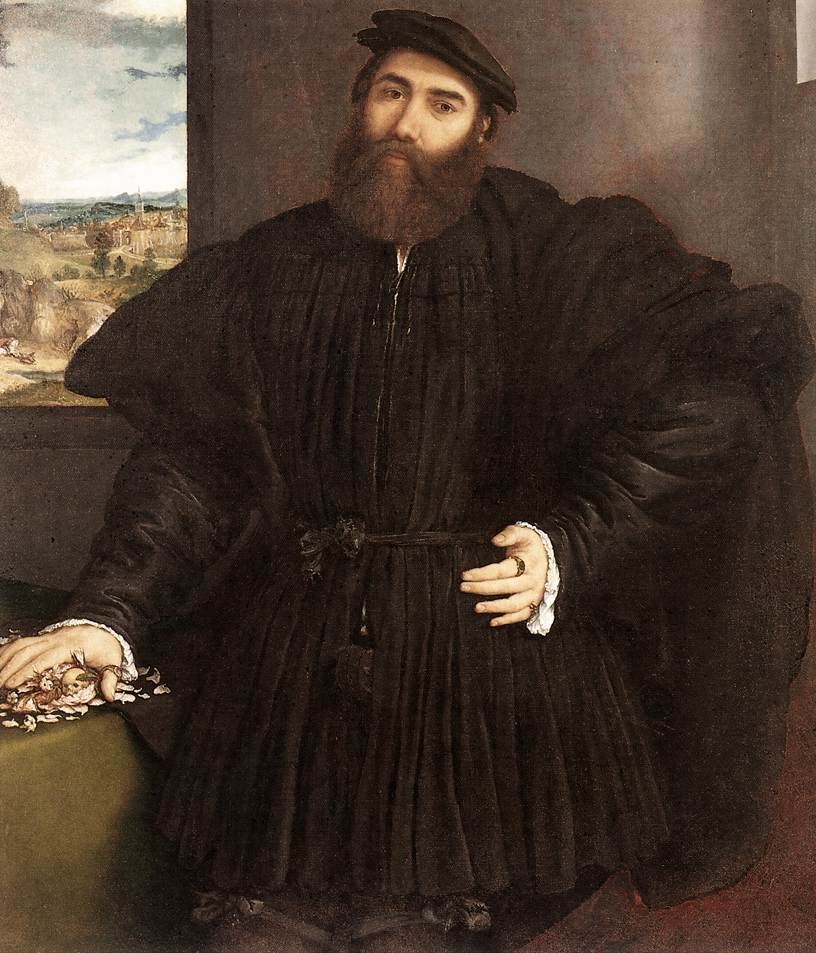
Меркуріо Буа
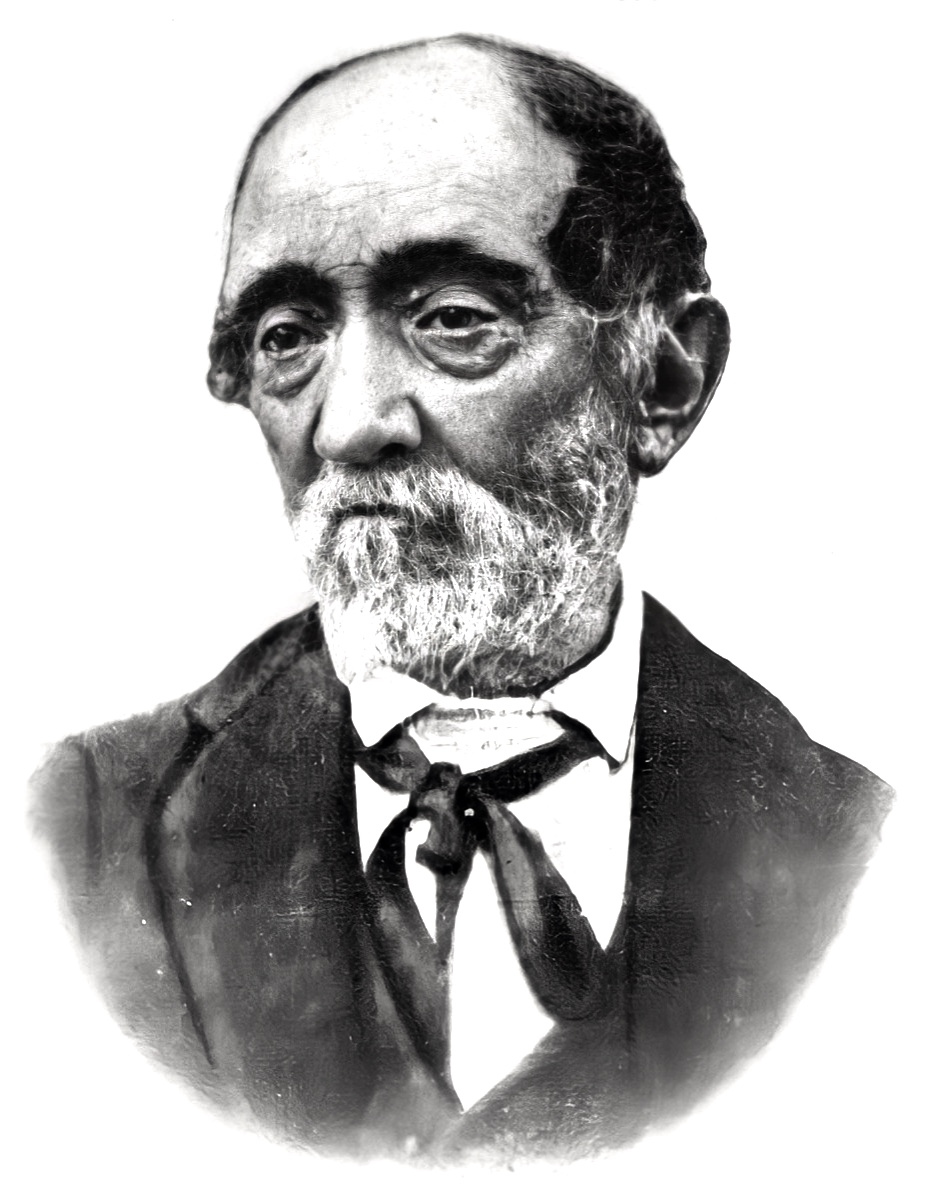
Джироламо де Рада
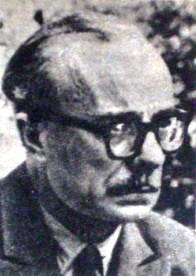
Ернесто Сабато
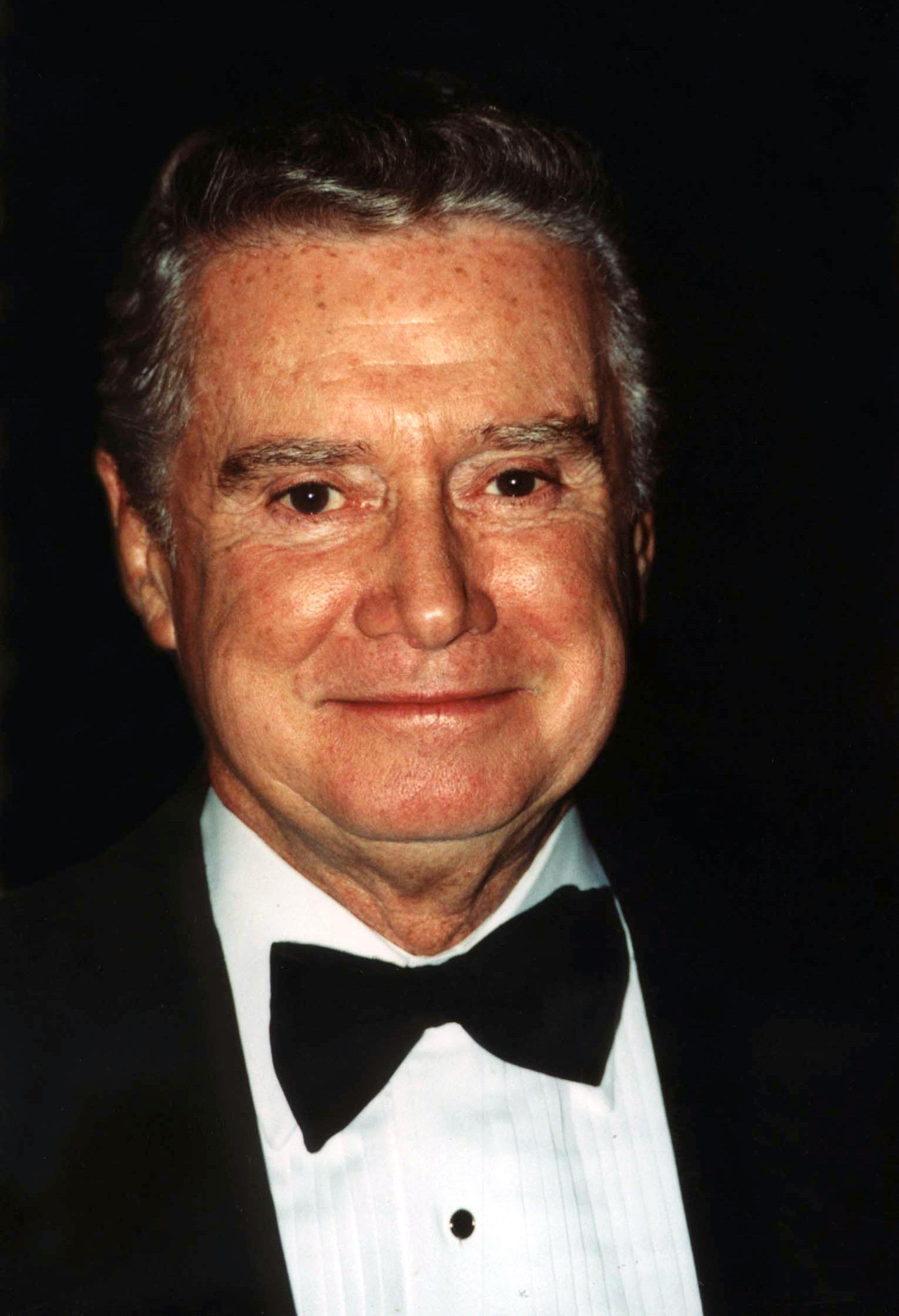
Регіс Філбін